# Elimination Chamber (2010)
Elimination Chamber (2010) — первое по счёту шоу Elimination Chamber, PPV-шоу производства американского рестлинг-промоушна WWE. Шоу прошло 21 февраля 2010 года в «Скоттрэйд-центре» в городе Сент-Луис, штат Миссури, США. Шоу стало первым в истории Elimination Chamber, заменив февральское шоу No Way Out.
Во время шоу состоялось шесть матчей, а также один предварительный поединок, прошедший до того, как мероприятие стали транслировать в прямом эфире. Основными событиями шоу стали два поединка в «Камере уничтожения» за титул чемпиона мира в тяжёлом весе и чемпиона WWE. В каждом бою участвовало по шесть рестлеров: чемпион и пять претендентов. Шимус защищал титул чемпиона WWE против Triple H, Теда Дибиаси, Рэнди Ортона, Джона Сины и Кофи Кингстона в «Камере уничтожения» бренда Raw. В «Камере уничтожения» бренда SmackDown Гробовщик защищал титул чемпиона мира в тяжёлом весе против Криса Джерико, Джона Моррисона, Рея Мистерио, СМ Панка и R-Truth. В других матчах вечера Дрю Макинтайр победил Кейна в поединке за титул интерконтинентального чемпиона WWE, Миз победил Монтел Вонтевиуса Портера в бою за титул чемпиона США WWE, а Марис и Гейл Ким выступили против команды Лей-Кул (Лейла и Мишель Маккул) в межбрендовом бою Див.
Через сервис pay-per-view показ шоу заказало около 285 000 человек, что на 13 000 показов больше, чем у прошлогоднего шоу No Way Out. Несмотря на увеличение платных показов, шоу получило в основном негативные отзывы, а критики назвали промежуточный бои «наполнителем».

## Производство

### Предыстория
Elimination Chamber — это шоу, впервые проведенное американским промоушеном WWE в 2010 году. С тех пор оно проводится каждый год, за исключением 2016 года, обычно в феврале. Концепция мероприятия заключается в том, что внутри структуры Elimination Chamber (рус. Ликвидационная камера) проводятся один или два матча, в которых на кону стоят либо чемпионские титулы, либо будущие шансы на чемпионство.

В 2011 году и с 2013 года в Германии это шоу называлось как No Escape, поскольку было высказано опасение, что название «Ликвидационная камера» может напомнить людям о газовых камерах, использовавшихся во время Холокоста.
На шоу Elimination Chamber оба мировых титула WWE, чемпиона WWE и чемпиона мира в тяжёлом весе, разыгрываются в двух матчах в «Камере уничтожения».
Незадолго до проведения матча в «Камере уничтожения», в котором должен был быть разыгран титул чемпиона мира в тяжёлом весе, с действующим чемпионом Гробовщиком, во время его выхода на ринг, произошёл несчастный случай. Из-за несвоевременного срабатывания пиротехники на нём загорелось куртка. Уже после боя сообщили, что он получил ожоги шеи и груди первой и второй степени и, согласно заявлению представителя WWE, его ожоги «выглядели как плохой загар». После того, как Гробовщику оказали первую помощь, доктора разрешили ему участвовать в матче, во время которого ему передавали бутылки с водой, которой он пытался уменьшить дискомфорт от ожогов.

## Сюжетные линии
Во время Elimination Chamber прошло 6 поединков, которые стали завершением или продолжением сюжетных линий и заранее подготовленных сценариев. До шоу был проведен ряд предварительных поединков для создания сюжетных линий, развязка или продолжение которых должно было пройти на шоу Elimination Chamber.
Главными событиями шоу стали два матча в «Камере уничтожения», в которых чемпион WWE бренда Raw и чемпион мира в тяжёлом весе бренда SmackDown защищали свои титулы. 1 февраля 2010 года на еженедельном шоу Raw прошли квалификационные матчи, в которых определились пять претендентов, которые должны будут встретиться с Шимусом в «Камере уничтожения». В поединках Джон Сина победил Коди Роудса, Triple H — Джека Сваггера, Рэнди Ортон — Шона Майклза, Тед Дибиаси — Марка Хенри, а Кофи Кингстон — Биг Шоу в результате дисквалификации соперника. За неделю до Elimination Chamber участники главного события шоу встретились между собой в серии поединков, в которых Шимус победил Ортона в результате дисквалификации последнего, Дибиаси победил Кингстона, а матч Дибиаси против Сины закончился вничью. Ещё один матч Triple H против Сины также не выявил победителя из-за вмешательства Шимуса, который напал на обоих участников во время боя. 5 февраля на шоу SmackDown также прошли квалификационные бои, в которых Джон Моррисон победил Дрю Макинтайра и Кейна в матче «тройная угроза», R-Truth победил Майка Нокса, СМ Панк — Батисту по отсчёту, Крис Джерико победил Мэтта Харди, а Рей Мистерио — Дольфа Зигглера. На оставшихся еженедельных шоу до Elimination Chamber шесть рестлеров встречались между собой: Мистерио победил Панка, бой Моррисона против R-Truth закончился вничью, так как Моррисон получил травму колена, а Джерико победил Гробовщика. 19 февраля Моррисон и R-Truth проиграли в командном матче против СМ Панка и Люка Галлоуса.
В конце декабря 2009 года чемпион среди Див Мелина порвала связки и была вынуждена отказаться от титула. В результате, в январе 2010 года начался турнир среди Див, в котором должен был определиться новый чемпион. Турнир начался 4 января на шоу Raw, когда Марис победила Бри Беллу и прошла в полуфинал. Туда также попали Гейл Ким, Алисия Фокс и Ив, которые одержали победы над Джиллиан Холл, Келли Келли и Кэти Ли Бёрчил соответственно. В полуфинальных поединках Марис оказалась сильнее Ив, а Ким победила Фокс. 8 февраля было объявлено, что Марис и Ким проведут чемпионский бой во время шоу Elimination Chamber.
12 февраля на шоу SmackDown интерконтинентальный чемпион WWE Дрю Макинтайр встречался с Кейном в поединке без последствий, который закончился двойной дисквалификацией. Уже после матча Кейн провел приём чокслэм против Макинтайра. На следующий день на официальном сайте WWE было объявлено, что рестлеры встретятся на шоу Elimination Chamber, где проведут поединок за чемпионский титул. На следующей неделе, 19 февраля, Кейн одержал победу над Дольфом Зигглером. После матча на него напал Макинтайр, однако Кейн сумел отбить атаку.

## Шоу
До начала трансляция шоу в прямом эфире, Кристиан победил Иезекииля Джексона в одиночном поединке, удержав соперника на лопатках в течение трёх отсчётов судьи.

### Предварительные матчи
Первым боем, показанным в прямом эфире, стал матч бренда Raw в «Камере уничтожения», в котором приняли участие Рэнди Ортон, Triple H, Тед Дибиаси, Кофи Кингстон, Джон Сина и действующий чемпион WWE Шимус. Бой начали Шимус и Кофи Кингстон, а остальные четыре участника были заперты в своих отсеках, которые в случайном порядке открывались через каждые пять минут матча. Первым открылся отсек Triple H, затем Ортона, Дибиаси и в конце — Сины. Когда открылся отсек Джона, Роудс — союзник Дибиаси и Ортона, вышел к рингу и подбросил стальную трубу внутрь камеры. Ею воспользовался Дибиаси, который ударил трубою Сину и Ортона и провёл удержание последнего через 24 минут после начала матча. На 25-й минуте Кингстон исполнил свой коронный приём Trouble in Paradise против Дибиаси и также провёл удержание. Сразу после этого Шимус выбил из матча Кингстона, а на 29 минуте чемпиона выбил Triple H и внутри камеры осталось только два рестлера — Triple H и Сина. Использовав болевой приём STF Сина заставил своего соперника сдаться и в шестой раз завоевал титул чемпиона WWE.
Сразу по окончании матча вышел глава правления WWE Винс Макмэн и объявил, что Сина будет участвовать на Рестлмании XXVI только если он сможет победить Батисту и назначил поединок за чемпионский титул WWE между рестлерами, который должен был состоятся немедленно. Сразу после начала поединка Батиста выполнил приёмы гарпун и Batista Bomb и провёл удержание, став новым чемпионом WWE.
В третьем поединке Дрю Макинтайр защищал титул интерконтинентального чемпиона WWE против Кейна. В начале матча Кейн захватил инициативу, выполнив приём clothesline с верхнего каната. Ближе к концу матча Макинтайр попытался покинуть ринг и, проиграв бой в результате дисквалификации, сохранить чемпионский титул. Однако Кейн сумел затащить его обратно на ринг, где Макинтайр ткнул своего соперника пальцем в глаз и выполнил приём Future Shock DDT после чего провёл удержание, сохранив титул интерконтинентального чемпиона за собой.

### Главные события
Согласно расписанию, следующим поединком должен был стать финальный бой турнира за титул чемпиона среди Див. После выхода на ринг участниц финала — Гейл Ким и Марис, вышла официальный консультант генерального менеджера SmackDown Викки Герреро и остановила начало боя. Она объявила, что результат турнира не отображает силы Див SmackDown и изменила формат боя на межбрендовый командный матч между Дивами Raw (Ким и Марис) и Дивами SmackDown (команда Лей-Кул (Мишель Маккул и Лейла)). Сюжетом этого боя стало то, что Марис и Ким не смогли работать вместе в одной команде: Марис ударила Ким, что позволило Маккул провести удержание последней. По окончании матча Марис выполнила приём French Kiss DDT на Ким. После этого боя была показана видео вставка, в которой комментатор Джош Метьюз брал интервью у Миза, спрашивая его о шоу NXT, где тот был одним из наставников. Однако в интервью вмешался Монтел Вонтевиус Портер, проинформировавший Миза, что следующий матч шоу будет между ними. Далее Уильям Ригал представил небольшой рекламный ролик NXT. Во время показа ролика вмешался победитель Королевской битвы 2010 года Эдж, который сказал, что на следующем выпуске Raw он объявит за какой чемпионский титул он будет бороться на Рестлмании. После чего провёл приём гарпун против Ригала .
Пятым матчем стал ранее не планировавшийся бой между Мизом и Монтел Вонтевиусом Портером за титул чемпиона США WWE. К рингу вместе с Мизом вышел его партнёр по команде Биг Шоу, а с Портером — Марк Хенри. В начале поединка инициативу захватил Портер, однако нарвался на контратаку и инициативу перехватил Миз. Однако, когда он попытался выполнить приём, прыгнув с верхних канатов, Портеру удалось его сбить оттуда. Пытаясь спасти своего товарища от удержания, Биг Шоу вытянул Миза с ринга, а позже бросил Марка Хенри на ограду возле ринга. Пока судья матча отвлёкся, Биг Шоу выполнил приём Knockout Punch против Портера и Миз провёл удержание, сохранив за собой чемпионский титул .
Главным событием шоу стал матч в «Камере уничтожения» бренда SmackDown за титул чемпиона мира в тяжёлом весе, в котором приняли участие действующий чемпион Гробовщик, СМ Панк, Рей Мистерио, Крис Джерико, Джон Моррисон и R-Truth. Первыми свои места в отсеках камеры заняли Мистерио, Моррисон и Джерико . Гробовщик должен был занять четвёртый отсек, однако во время его выхода с ним произошёл несчастный случай. Из-за несвоевременного срабатывание пиротехники на нём загорелось куртка. После того, как ему оказали первую помощь, доктора разрешили ему участвовать в матче. Матч начали СМ Панк и R-Truth. Панку удалось выбить своего соперника из дальнейшего участия за три с половиной минуты. Через пять минут после начала боя из отсека вышел Мистерио, которому удалось удержать Панка до того, как из своего отсека вышел следующий рестлер — Крис Джерико. Следующим в схватку вступил Моррисон, которому благодаря своему коронному приёму Starship Pain удалось вывести из борьбы Мистерио. Последним из отсека вышел Гробовщик, который на 28 минуте матча выбил Моррисона. После этого в «Камеру уничтожения» удалось попасть Шону Майклзу, которому до этого отказали в поединке против Гробовщика на Рестлмании. Майклзу удалось провести приём Sweet Chin Music против Гробовщика, чем воспользовался Джерико, который провёл удержание и стал новым чемпионом мира в тяжёлом весе.

## После шоу
На следующем выпуске Raw Шон Майклз объяснил своё вмешательство в матч в «Камере уничтожения», которое стоило Гробовщику титула чемпиона мира в тяжёлом весе. Он рассказал, что вмешался в бой, чтобы Гробовщик согласился на матч-реванш с ним на Рестлмании XXVI. Гробовщик согласился дать Шону матч-реванш при условии, что если его оппонент проиграет, то он должен будет завершить свою карьеру рестлера. Майклз принял это условие и через две недели рестлеры договорились, что на Рестлмании XXVI пройдёт поединок без отсчётов и дисквалификаций.
Во время шоу Королевская битва прошло возвращение Эджа после длительного отсутствия из-за травмы. Он смог победить в королевском бою и завоевал право на матч за любое мировое чемпионство WWE. На следующий день после завоевания Джерико титула чемпиона мира в тяжёлом весе, Эдж провёл против него приём гарпун и объявил, что на Рестлмании он будет бороться с ним за этот титул. После этого заявления он ещё несколько раз неожиданно нападал на Джерико. 12 марта Крис вёл сегмент The Highlight Reel, где Эдж был приглашённым гостем. Там Эдж вновь попытался «загарпунить» Джерико, однако тот сумел увернуться и ударить Эджа чемпионским поясом.
После того, как Батиста завоевал титул чемпиона WWE, Сина потребовал матч-реванш. Мистер Макмэн согласился дать ему шанс, при условии, что Сина должен будет победить Батисту в матче без последствий на одном из шоу Raw. Во время этого боя Батиста намеренно сделал запрещённый удар, чтобы его дисквалифицировали и оба рестлера встретились на Рестлмании. На последующих еженедельных шоу перед Рестлманией Батиста несколько раз вмешивался в поединки Сины, нападая на него и давая его оппонентам преимущество.
После Королевской битвы, где случайное вмешательство Коди Роудса и Теда Дибиаси стоило Рэнди Ортону титула чемпиона мира, напряжение внутри группировки стало расти. На Elimination Chamber Дибиаси выбил из поединка Ортона. Из-за этого Рэнди вмешался в командный матч Наследия, что привело к их поражению. На следующих шоу Ортон встречался в одиночном поединке против Дибиаси, а также в «матче с форой» против двух рестлеров сразу. Это противостояние привело к тому, что Стив Остин назначил матч «тройная угроза» с участием трёх рестлеров на Рестлмании.
После вылета из матча в «Камере уничтожения» из-за Triple H, Шимус напал на последнего во время шоу Raw 1 марта. На следующей неделе Шимус предложил провести поединок с Triple H на Рестлмании, на что Triple H согласился. На последнем выпуске Raw перед Рестлманией Шимус вместе с Коди Роудсом и Тедом Дибиаси победили Triple H и Рэнди Ортона в матче «двое против троих».

## Отзывы
Шоу в основном получило негативные отзывы. Обозреватель The Sun Роб Макникол отрицательно оценил большую часть боёв, назвав их «наполнителем», а поединок Див — «дешёвым». Обозреватели рестлинга издания Canadian Online Explorer Дэйл Палмер и Ник Тайлуолк также раскритиковали матч Див, поставив ему оценку 0,5 из 10, назвав его «тратой времени». Такого же мнения придерживается Джеймс Колдуэлл из Pro Wrestling Torch, который назвал матч «одноразовым, просто чтобы заполнить время». Все поединки, кроме матчей в «Камере уничтожения», были названы несущественными критиком The Baltimore Sun Кевином Эком, который назвал их «наполнителем».
Несмотря на свой негативный обзор, Макникол похвалил отсутствовавший в программе шоу матч за титул чемпиона WWE между Батистой и Джоном Синой: «хорошая сюжетная линия, которая прекрасно продемонстрировала черты нынешнего персонажа Батисты». Он также выделил выступление Джона Моррисона в матче в «Камере уничтожения», назвав его «впечатляющим». Выступления Моррисона также отметил Колдуэлл, который написал, что во время матча Джон имел «выдающиеся моменты». Журналисту Дэйву Мелзеру понравился матч за титул чемпиона США между Мизом и Монтел Вонтевиусом Портером. Такого же мнения был и Эк, который назвал его «лучшим среди матчей вне „Камеры уничтожения“».
Палмер и Тайлуолк оценили шоу на 5 из 10, написав, что оно было «в рваном темпе, с матчами переменного качества между основными событиями», однако отметили удачное продолжение сюжетных линий перед Рестлманией. Макникол также похвалил развитие сюжетных линий в преддверии Рестлмании, но, в конечном итоге, назвал шоу «не запоминающимся». Он поставил ему оценку 7 из 10. Колдуэлл сильно раскритиковал шоу, охарактеризовав его как «не вызывающее восторг PPV со слабыми предварительными боями».
Посещаемость Elimination Chamber в «Скоттрэйд-центре» составила 17 000 человек, а сборы за билеты — 850 000 долларов. Около 285 000 человек заказали показ шоу через сервис pay-per-view, что стало на 13 000 показов больше чем прошлогоднее шоу No Way Out. 23 марта 2010 года был выпущен DVD диск с записью шоу.

## Результаты
| #                                   | Результат                                                                              | Тип матча                                                         | Время матча |
| ----------------------------------- | -------------------------------------------------------------------------------------- | ----------------------------------------------------------------- | ----------- |
| Тёмный матч                         | Кристиан победил Иезекиила Джексона                                                    | Одиночный матч                                                    |             |
| 1                                   | Джон Сина победил Шимуса (c), Triple H, Рэнди Ортона, Теда Дибиаси и Кофи Кингстона    | Матч в «Камере уничтожения» за титул чемпиона WWE                 | 30:22       |
| 2                                   | Батиста победил Джона Сину (c)                                                         | Поединок за титул чемпиона WWE                                    | 00:31       |
| 3                                   | Дрю Макинтайр (c) победил Кейна                                                        | Поединок за титул интерконтинентального чемпиона                  | 10:16       |
| 4                                   | Лэйла и Мишель Маккул победили Марис и Гейл Ким                                        | Командный матч 2 на 2                                             | 03:36       |
| 5                                   | Миз (c) (с Биг Шоу) победил МВП (с Марком Хенри)                                       | Поединок за титул чемпиона США                                    | 13:01       |
| 6                                   | Крис Джерико победил Гробовщика (c), Джона Моррисона, R-Truth, CM Панка и Рея Мистерио | Матч в «Камере уничтожения» за титул чемпиона мира в тяжёлом весе | 35:36       |
| (c) — обладатель пояса перед матчем |                                                                                        |                                                                   |             |

### Матч в «Камере уничтожения» (Raw)
| № вылета   | Рестлер       | № выхода | Выбил         | Способ                                      | Время |
| ---------- | ------------- | -------- | ------------- | ------------------------------------------- | ----- |
| 1          | Рэнди Ортон   | 4        | Тед Дибиаси   | Удержание после Attitude Adjustment от Сины | 24:02 |
| 2          | Тед Дибиаси   | 5        | Кофи Кингстон | Удержание после Trouble in Paradise         | 25:39 |
| 3          | Кофи Кингстон | 1        | Шимус         | Удержание после High Cross                  | 26:13 |
| 4          | Шеймус        | 2        | Triple H      | Удержание после Pedigree                    | 28:38 |
| 5          | Triple H      | 3        | Джон Сина     | Сдался после STF                            | 30:22 |
| Победитель | Джон Сина     | 6        | …             | …                                           | …     |

### Матч в «Камере уничтожения» (SmackDown)
| № вылета   | Рестлер       | № выхода | Выбил         | Способ                                           | Время |
| ---------- | ------------- | -------- | ------------- | ------------------------------------------------ | ----- |
| 1          | R-Truth       | 2        | CM Панк       | Удержание после GTS                              | 03:34 |
| 2          | CM Панк       | 1        | Рей Мистерио  | Удержание после Springboard Dive                 | 09:58 |
| 3          | Рей Мистерио  | 3        | Джон Моррисон | Удержание после Starship Pain                    | 20:00 |
| 4          | Джон Моррисон | 5        | Гробовщик     | Удержание после Chokeslam                        | 28:24 |
| 5          | Гробовщик     | 6        | Крис Джерико  | Удержание после Sweet Chin Music от Шона Майклза | 35:36 |
| Победитель | Крис Джерико  | 4        | …             | …                                                | …     |